# Paguristes tortugae
Paguristes tortugae är en kräftdjursart som beskrevs av Schmitt 1933. Paguristes tortugae ingår i släktet Paguristes och familjen Diogenidae. Inga underarter finns listade i Catalogue of Life.